# 飛鳥カンツリー倶楽部

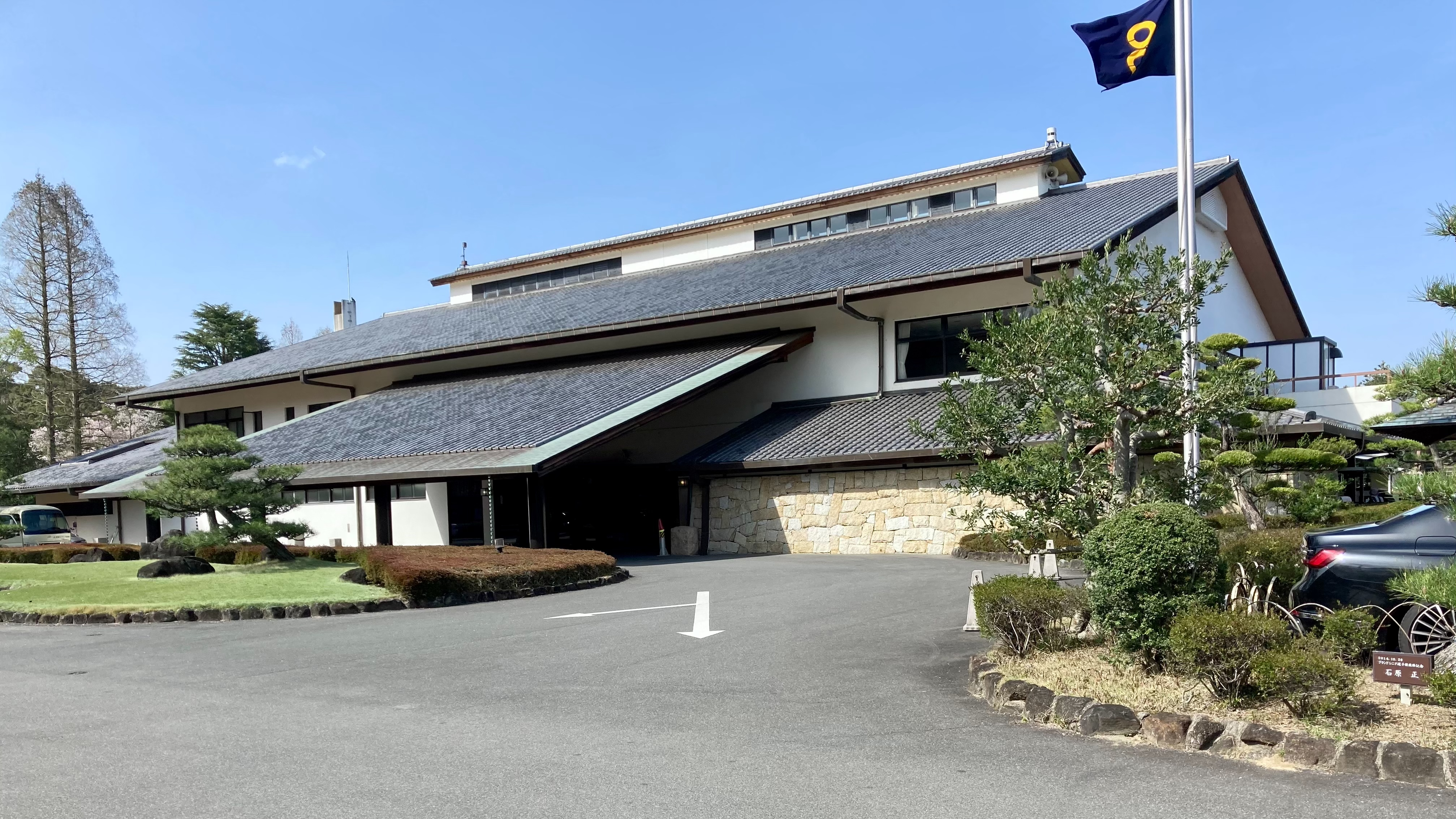
ハウス

飛鳥カンツリー倶楽部（あすかカンツリーくらぶ）は、 奈良県奈良市二名七丁目にあるゴルフ場である。

## 概要
1950年（昭和25年）7月、奈良国際文化都市建設法が国会を通過したことで、奈良市長の高椋正次は同法を利用してゴルフ場を建設することを考えた。1957年（昭和32年）11月、奈良国際文化都市建設法の適用を受けて、新たなゴルフ場「奈良国際ゴルフ倶楽部」が開場した後、奈良市長は二つ目のゴルフ場を計画した。新たなゴルフ場の建設に向けて、市役所内に建設局と水道局が設置された。
1956年（昭和31年）3月1日、ゴルフ場の建設用地は王龍寺住職の飯野純道の協力を得られることなった。ゴルフ場建設用地は、1955年（昭和30年）隠れた名刹となっていて、後に、息子の純紹はゴルフ場ができれば地元の発展になると考えた。
1957年（昭和32年）7月15日、建設に向けて経営母体「王龍寺ゴルフ株式会社」を設立、社長に河合利喜蔵が就任した。コース設計は、上田治に依頼、用地は山の中で難しい土地で9ホールが精一杯だった。
1959年（昭和34年）11月、9ホールが完成、仮開場された。同年12月、「王龍寺ゴルフ倶楽部」が結成され、丸紅飯田株式会社（現・丸紅株式会社）の市川忍が名誉理事長に、積水化学工業株式会社の上野次郎男が理事長に、株式会社日本触媒の八谷泰造がキャプテンに就任した。1961年（昭和36年）1月24日、王龍寺ゴルフ株式会社を「飛鳥ゴルフ株式会社」に名称変更した。1963年（昭和38年）3月、王龍寺ゴルフ倶楽部を「飛鳥カンツリー倶楽部」に名称変更した。
1963年（昭和38年）11月3日、増設の9ホールが完成、18ホールのゴルフ場が開場された。1966年（昭和41年）5月27日、近畿日本鉄道株式会社の佐伯勇が近鉄奈良線の沿線開発を発表し、飛鳥カンツリー倶楽部に経営参加した。

## 所在地
〒631-0072 奈良県奈良市二名七丁目1441番地

## コース情報
- 開場日 - 1959年11月8日
- 設計者 - 上田 治
- 面積 - 900,000m2（約27.2万坪）
- コースタイプ - 丘陵コース
- コース - 18ホールズ、パー72、6,630ヤード、コースレート71.8
- フェアウェー - コウライ
- ラフ - ノシバ
- グリーン - 2グリーン、ベント
- ハザード ^ バンカー、池が絡むホール
- ラウンドスタイル - キャディ付乗用カート
- 練習場 - 15打席200ヤード
- 休場日 - 毎週月曜日、12月31日、1月1日[4][5]

## クラブ情報
- ハウス面積 - 4,585m2（1,386.9坪）
- ハウス設計 - 小西設計
- ハウス施工 - 大日本土木株式会社[4][5]

## ギャラリー
- コース - 「飛鳥カンツリー倶楽部」、コース案内、2021年4月1日閲覧
- ハウス - 「飛鳥カンツリー倶楽部」、レストラン、2021年4月1日閲覧

## 交通アクセス
- 鉄道 - 近鉄奈良線 - 東生駒駅より クラブバス利用約7分
- 道路 - 第二阪奈有料道路 - 壱分ICより 約4キロメートル[1]

## 関連文献
- 『ゴルフ場ガイド 西版』、2006-2007、「飛鳥カンツリー倶楽部」、東京 ゴルフダイジェスト社、2006年5月、2021年4月1日閲覧
- 『美しい日本のゴルフコース BEAUTIFUL GOLF CULTURE IN JAPAN 日本のゴルフ110年記念 ゴルフは日本の新しい伝統文化である』、ゴルフダイジェスト社「美しい日本のゴルフコース」編纂委員会編、「古都奈良の西端、黄檗宗・王龍寺境内に奈良県2番目のコースとして誕生」、東京 ゴルフダイジェスト社、2013年12月、2021年4月1日閲覧